# حملة أولم

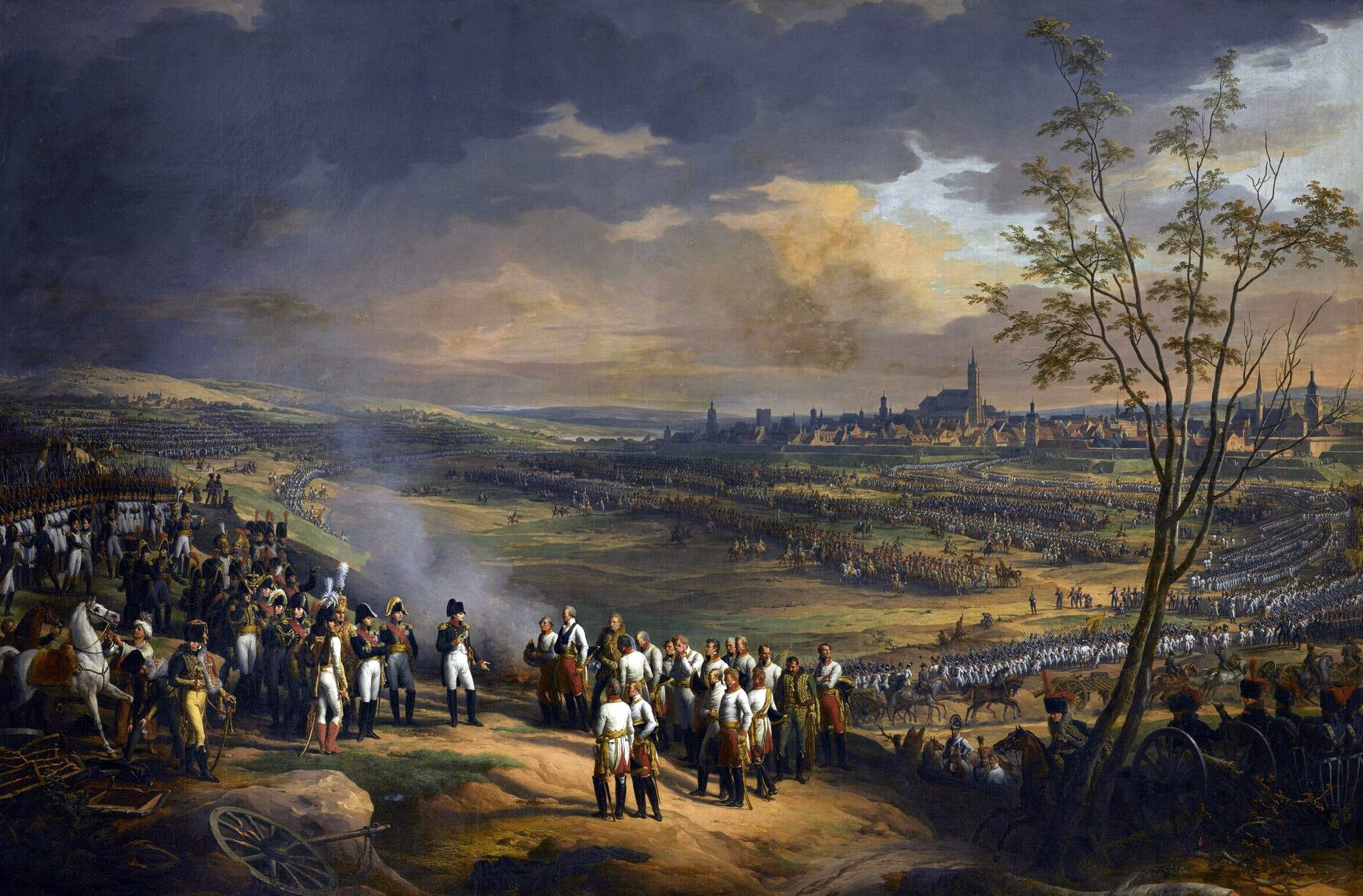
استسلام مدينة أولم، 20 أكتوبر 1805، تلقى نابليون الأول استسلام الجنرال ماك.

حملة أولم هي سلسلة من المناورات والمعارك العسكرية الفرنسية والبافارية للالتفاف على جيش نمساوي والقبض عليه عام 1805 أثناء حرب التحالف الثالث. حدث ذلك بالقرب من وداخل مدينة شوابينل (البافارية آنذاك) في أولم. كان للجيش الفرنسي الكبير، بقيادة نابليون بونابرت، 210 ألف جندي منظمين في سبعة فيالق ويأملون في هزيمة الجيش النمساوي في مَعْرَكة أولمْ عندَ نهر الدانوب قبل وصول التعزيزات الروسية. سمحت المسيرة السريعة لنابليون بإجراء مناورة كبيرة متحركة، والتي استولت على جيش نمساوي قوامه 23 ألف جندي بقيادة الجنرال ماك في 20 أكتوبر في أولم. وبذلك يصل العدد الإجمالي لأسرى الحرب النمساويين في الحملة إلى 60 ألفًا. تعتبر الحملة بشكل عام تحفة إستراتيجية وكان لها تأثير في تطوير خطة شليفن في أواخر القرن التاسع عشر.
لم ينهِ الانتصار في أولم الحرب لأن جيشًا روسيًا كبيرًا بقيادة كوتوزوف كان لا يزال بالقرب من فيينا. انسحب الروس إلى الشمال الشرقي في انتظار التعزيزات والربط مع الوحدات النمساوية الباقية. تابع الفرنسيون نحو فيينا واستولوا عليها في 12 نوفمبر. في 2 ديسمبر، أدى الانتصار الفرنسي الحاسم في أوسترليتز إلى إبعاد النمسا من الحرب. أدت معاهدة برسبيرغ الناتجة في أواخر ديسمبر إلى إنهاء التحالف الثالث وتركت فرنسا النابليونية كقوة رئيسية في أوروبا الوسطى، ما أدى إلى حرب التحالف الرابع ضد بروسيا وروسيا في العام التالي.

## خلفية
كانت أوروبا في ذلك الوقت متورطة في الحروب الثورية الفرنسية منذ عام 1792. وبعد خمس سنوات من الحرب، تمكنت الجمهورية الفرنسية من إخضاع التحالف الأول عام 1797. تشكل التحالف الثاني عام 1798 ولكنه هُزم أيضًا بحلول عام 1801. ظلت بريطانيا هي الخصم الوحيد لحكومة القناصل الفرنسية الجديدة. في مارس 1802، اتفقت فرنسا وبريطانيا على إنهاء الأعمال العدائية بموجب معاهدة أميان. لأول مرة منذ عشر سنوات، كانت أوروبا كلها في حالة سلام. كان هناك العديد من المشاكل بين الجانبين ويبدو أن تنفيذ الاتفاقات التي توصلوا إليها في أميان مثل تحديًا متزايدًا. استاءت بريطانيا من الاضطرار إلى تسليم جميع الفتوحات الاستعمارية منذ عام 1793، وكانت فرنسا غاضبة من عدم إخلاء القوات البريطانية لجزيرة مالطا، مثلما وعدت المعاهدة. ساء الوضع المتوتر فقط منذ إرسال نابليون قوة استكشافية لسحق الثورة الهايتية. في مايو 1803، أعلنت بريطانيا الحرب على فرنسا.

### التحالف الثالث
في ديسمبر 1804، أدت اتفاقية أنجلو-سويدية إلى إنشاء التحالف الثالث. قضى رئيس الوزراء البريطاني وليام بيت الأصغر أعوام 1804 و1805 في موجة من النشاط الدبلوماسي لتشكيل تحالف جديد ضد فرنسا. خفت الشكوك المتبادلة بين البريطانيين والروس في مواجهة العديد من الأخطاء السياسية الفرنسية، وبحلول أبريل 1805، وقع الجانبان معاهدة تحالف. بعد أن هُزمت النمسا مرتين حديثًا كانت حريصة على الانتقام، لذا انضمت النمسا أيضًا إلى التحالف بعد بضعة أشهر.

### التحضيرات العسكرية الفرنسية
قبل تشكيل التحالف الثالث، كان نابليون قد جمع جيش إنجلترا، وهي قوة غزو كان من المفترض أن تضرب الجزر البريطانية، حول ست معسكرات في بولوني في شمال فرنسا. على الرغم أن أقدامهم لم تطأ الأراضي البريطانية أبدًا، إلا أن قوات نابليون تلقت تدريبات دقيقة وهامة جدًا من أجل أي عملية عسكرية محتملة. على الرغم من الملل الذي سرعان ما سرى ما بين القوات، قام نابليون بزيارات عديدة لإجراء مسيرات فخمة للحفاظ على معنويات جنوده.
شكل الرجال في بولوني جوهر ما أطلق عليه نابليون فيما بعد (الجيش العظيم). في البداية، كان لدى الجيش الفرنسي حوالي 200 ألف رجل منظمين في سبعة فيالق، والتي كانت عبارة عن وحدات ميدانية كبيرة، تحتوي على ما يقرب من 36 إلى 40 مدفعًا لكل منها وقادرة على العمل المستقل حتى يمكن وصول فيلق أخرى. علاوة على ذلك، أنشأ نابليون احتياطيًا من سلاح الفرسان قوامه 22 ألف جندي منظمين في فرقتين من سلاح الفرسان، وأربعة فرق فرسان محمولة وفرقتين من الفرسان وسلاح الفرسان الخفيفين، وكلهم مدعومون بأربعة وعشرين قطعة مدفعية. بحلول عام 1805، كبر الجيش العظيم ليصل إلى 350 ألف رجل، مجهزين ومدربين. امتلكت الجيش طبقة ضابطة مختصة كان جميعهم تقريبًا من الرقباء إلى الحراس أصحاب خبرة في الحروب الثورية الأخيرة.